# Pastor ovejero gaucho
Pastor ovejero gaucho es una raza de perro pastor originaria de los pampas gauchas al Sur de Brasil. No es reconocida por la FCI, pero ya obtuvo el reconocimiento de la CBKC (club brasileño afiliado a la FCI). Es muy resistente y ágil, lo que lo hace un perro ideal para las actividades de pastoreo.
El ovejero gaucho fue y aún es grandemente utilizado para el pastoreo de ovejas y de otros rebaños, en especial en la  Región Sur del Brasil, actividades tradicionales de esta región del país.
Esta raza podría considerarse un perro tipo "Collie" debido a su origen, temperamento y morfología.

## Historia
Esta raza fue originada en el Río Grande del Sur al acaso, sin cualquier planificación que no fuera la utilidad en servicio. 
Hay dos hipótesis para su origen, la más difundida se basa en características físicas y comportamiento de la raza, así como también tiene un contexto histórico probable, y dice que el ovejero gaucho desciende de perros de pastoreo sin raza específica del Río Grande del Sur y también de las razas Border Collie y Rough Collie, siendo que estos últimos llegaron con los colonos europeos el siglo XIX y XX, cuando los campos gauchos fueron siendo enriquecidos con animales de hacienda, como bueyes, caballos y ovejas.
La segunda hipótesis levantada, es más reciente y se basa en un estudio histórico, morfológico y comportamental de la raza.
Según el estudio, el ovejero gaúcho desciende de perros de pastoreo sin raza específica de la región sur del Brasil y también desciende de las razas Rough Collie, Cão da Serra da Estrela y Pastor Alemán.
Ambas hipótesis del surgimiento de esta raza, concluyen que estas razas al llegar a esta región, sufrieron una selección genética, porque los gauchos siempre buscaban los perros con mayor aptitud para el pastoreo de ovinos, siendo así, los más aptos para el pastoreo tuvieron mejores condiciones de procrear, porque sus cachorros eran más buscados por otros gauchos, y los mejores pastores eran buscados para cubrir buenas hembras pastoras, con esta selección y mestizaje de razas hecha en los campos gauchos en poco tiempo surgía una nueva raza, con fenótipo más adaptado a la región y temperamento más adecuado a las necesidades de los gauchos locales, pero conservaban excelente aptitud para el pastoreo de rebaños.

## Apariencia

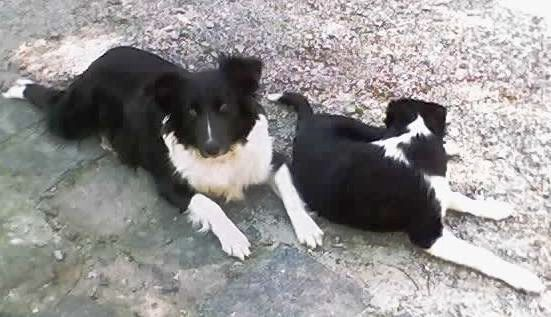
Dos perros de la raza Pastor ovejero gaucho

Morfológicamente son parecidos con perros de la raza Border Collie, sin embargo se mueven de manera diferente al pastorear. Su tamaño y estatura son medianos, mayores que los border collies y poco más pequeños que los Rough collies. El pelaje no es muy largo, con o sin primera capa y puede ser en varios colores.

## Temperamento
No es un perro agresivo, pero es muy bueno como perro de alarma, pues ladra ante cualquier ruido extraño, aunque difícilmente ataca al invasor. Es inteligente y se adapta fácil, aprende comandos muy rápidamente, no siendo agresivo con el rebaño. Con las personas con quienes convive es dócil y amigable.